# Anabella Drummondová
Anabella Drummondová (asi 1350 – 1401) byla manželkou Roberta III. Skotského a skotskou královnou. Byla dcerou sira Johna Drummonda, vůdce klanu Drummondů, a Mary Montifexové.
Za Johna Stewarta (budoucího Roberta III.) se provdala v roce 1367. Stala se součástí mocenského boje mezi svým manželem a jeho bratrem Robertem, vévodou z Albany. Anabella a John totiž měli několik let pouze dvě dcery a Robert byl tudíž zastáncem práva, které vylučovalo ženy z dědictví trůnu.

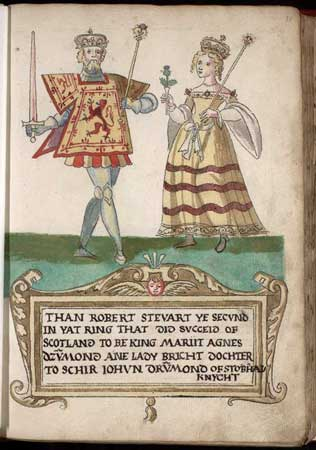
Anabella s manželem, obraz z roku 1562

Společně se svým manželem byla ve Scone korunována, když se stal v roce 1390 králem. Rodila děti, i když jí bylo už přes čtyřicet let a jejím posledním dítětem byl budoucí Jakub I. Skotský v roce 1394.
Anabella bránila zájmy svého nejstaršího syna Davida. V roce 1398 uspořádala v Edinburghu turnaj, u jehož příležitosti se David stal rytířem. Brzy po smrti své matky byl svým strýcem uvězněn a za záhadných okolností zemřel.
S Robertem III. měli několik dětí:
- Alžběta
- Marie
- Egidia, zemřela mladá
- Markéta
- Robert, zemřel mladý
- David Stewart, vévoda z Rothesay
- Jakub

Zemřela v paláci ve Scone a je pohřbena ve svém rodišti v opatství v Dunfermline.